# Saint-Pierre-les-Étieux

Saint-Pierre-les-Étieux este o comună în departamentul Cher, Franța. În 1 ianuarie 2022 avea o populație de 744 de locuitori.